# Juiced 2: Hot Import Nights
Juiced 2: Hot Import Nights ist der dritte und bislang letzte Teil der Rennspielserie Juiced, der 2007 für die Plattformen Nintendo DS, PlayStation 2, PlayStation 3, PlayStation Portable, Windows und Xbox 360 erschien. Er wurde wie die Vorgänger vom britischen Studio Juice Games entwickelt und vom amerikanischen Konzern THQ veröffentlicht.
Das Spiel behandelt die gleiche Thematik wie der Vorgänger. Es ist ein Rennspiel, bei dem neben dem Fahren von Rennen auch das Modifizieren von Fahrzeugen eine große Rolle spielt. Das Spiel ist angelehnt an die amerikanische Tuning-TV-Show Hot Import Nights, nach dem es auch benannt ist. Im Vergleich zu den Vorgängern bietet Juiced 2 den größten Umfang im Bereich der Tuning-Optionen und der Fahrzeuge. Vor allem im Bereich der Optik wurde es stark ausgebaut, so lassen sich beispielsweise Aufkleber an fast allen Karosserieteilen aufbringen. Wesentliche Änderungen wurden auch am Karrieremodus, dem Hauptteil des Spiels, vorgenommen.
Juiced 2 stieß auf gemischte Kritiken. Die Online-Datenbank Metacritic, die Testberichte auswertet und einen Bewertungsdurchschnitt errechnet, ermittelte für die einzelnen Plattformen Wertungen zwischen 61 und 73 %. Die Rezeption durch deutschsprachige Magazine fiel dabei tendenziell schwächer aus. Kritiker bemängelten, dass die Steuerung zu umständlich sei und das Fahrverhalten der Fahrzeuge an Realismus eingebüßt habe. THQ veröffentlichte keine Verkaufszahlen, gab allerdings an, dass der Gesamtumsatz enttäuschend gewesen sei.

## Spielprinzip

### Allgemein
Juiced 2 setzt auf die gleichen Grundprinzipien wie die Vorgänger. Eine große Rolle spielt abermals das Tuning der eigenen Rennfahrzeuge, da die enthaltenen Fahrzeuge in ihrer Serienversion selten konkurrenzfähig sind. Der Realismusgrad spielt dagegen eine untergeordnete Rolle, wodurch das Spiel, anders als die beiden vorhergehenden Teile der Serie, mehr in Richtung Arcade tendiert. Im Detail wurde etwa das Crashverhalten modifiziert. Es gibt zwar ein detaillierteres Schadensmodell, doch dies wirkt sich lediglich auf das Aussehen des Wagens aus. Die Beeinträchtigung des Fahrverhaltens durch große Schäden am eigenen Fahrzeug ist entfallen.
Auch am Karrieremodus wurden zahlreiche Veränderungen vorgenommen. Der Spieler erhält erstmals ein Gesicht, er kann sich eine Figur aus mehreren vorgegebenen aussuchen. Das Respekt-System aus dem Vorgänger, bei dem ein zentraler Punkt die Bewertung der Sauberkeit des Fahrverhaltens des Spielers darstellt, wurde entfernt. Übernommen wurde das Wettsystem: Der Spieler spricht vor einem Rennen einen der gegnerischen Fahrer an und wettet mit ihm um einen bestimmten Betrag. Bei manchen Renn-Events können statt Geld auch Fahrzeugscheine gesetzt werden, diese Rennen werden als Duelle bezeichnet.
Des Weiteren wurden zwei neue Kameramodi eingeführt. Zusätzlich zur Verfolger-, Stoßstangen- und einer Seitenperspektive stehen nun auch eine Kameraposition knapp oberhalb der Motorhaube und eine Cockpit-Ansicht zur Auswahl. Ein wesentlicher Unterschied zu den Vorgängern ist die neue Möglichkeit, Karriere-Rennen neu zu starten, Wetteinsätze und gesetzte Autos gehen dabei aber verloren. Für im Renngeschehen entstandene Schäden muss der Spieler nicht mehr bezahlen, die Fahrzeuge werden nach Rennen automatisch repariert.

### Renntypen
Aus den Vorgängern wurden die beiden Modi Rundkursrennen und Sprintrennen übernommen. Bei ersterem geht es um das Fahren auf einem Rundkurs, beim Zweiten um das Fahren auf einem kleinen Ausschnitt eines Rundkurses. Bei beiden Renntypen ist das einzige Ziel, als erster im Ziel anzukommen. Zusätzlich zu diesen Modi wurden einige neue in das Spiel eingefügt.
Erstmals gibt es Driftrennen. Bei diesen Rennen hängt die Platzierung nicht von der Position im Feld, sondern vielmehr von der Punktzahl ab, die der Spieler durch das Durchführen von verschiedenen Drift-Manövern erhält. Zwei Faktoren sind dabei ausschlaggebend: Die Geschwindigkeit, mit der der Drift durchgeführt wird und der Driftwinkel. Je höher beide sind, desto mehr Punkte erhält der Spieler, gleichzeitig steigt dabei auch das Risiko, mit der Streckenbegrenzung zu kollidieren. Bei solchen Kollisionen verliert der Spieler 25 % der Punkte des Drifts. Es stehen verschiedene Typen von Driftrennen zur Verfügung. Bei einfachen Drift-Rennen startet der Spieler zusammen mit sechs oder acht anderen Gegnern, die darum kämpfen, innerhalb eines gewissen Zeitraums die höchste Gesamtpunktzahl zu erzielen. Bei Ausdauer-Rennen geht es darum, eine gewisse Zielpunktzahl mit einem einzigen Drift zu überbieten. Wird der Drift vor Erreichen der Zielpunktzahl abgebrochen, gilt das Event als verloren.

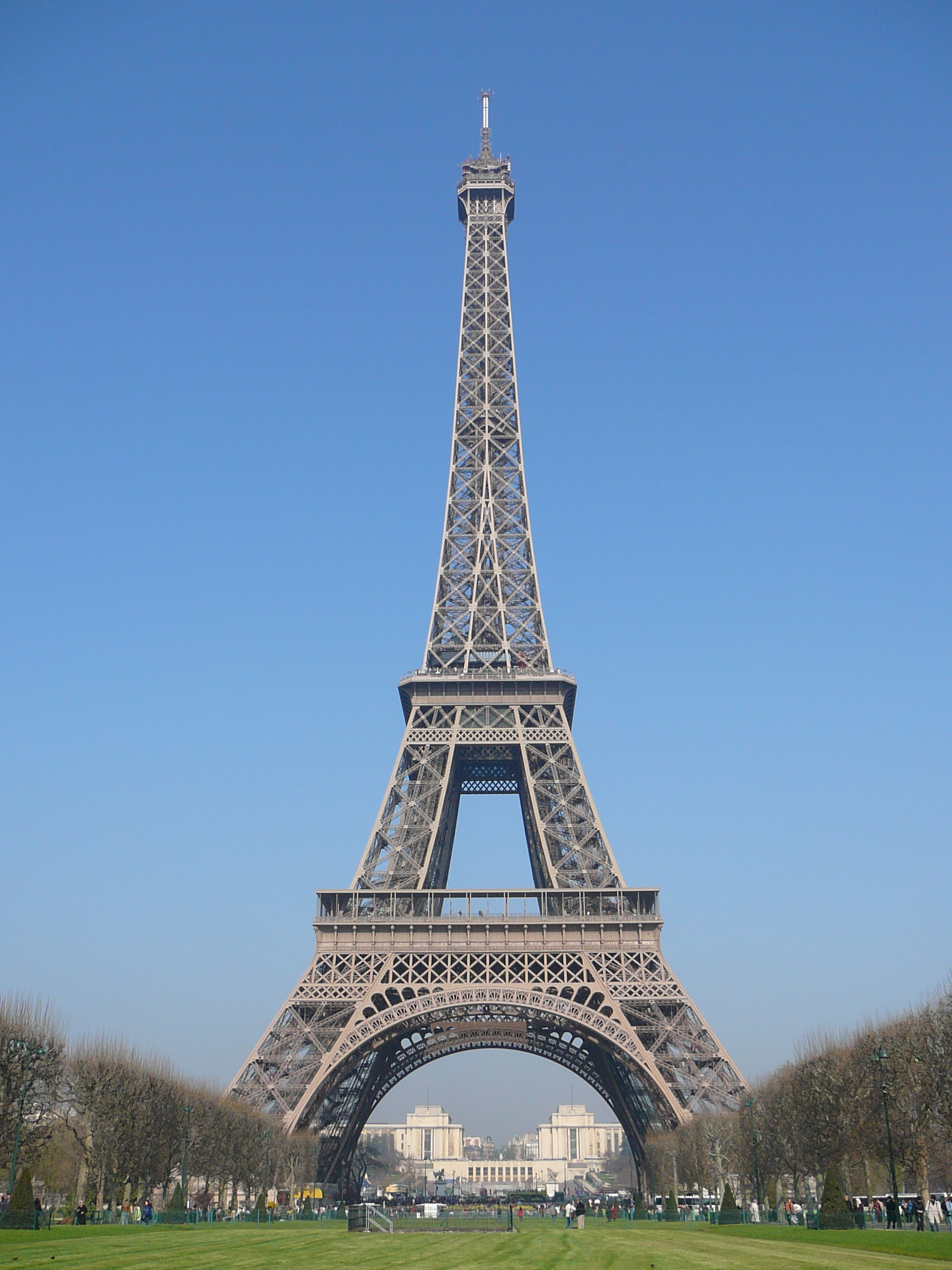
Eine Strecke verläuft zwischen den Beinen des Eiffelturms

Last-Man-Standing Rennen werden auf normalen Rundkursen ausgetragen. Bei diesem Renntyp gibt es verschiedene Möglichkeiten, zu gewinnen: Durch Zeit, durch Runden oder durch Überleben. Einen Sieg durch Zeit erringt man, indem man an erster Position im Feld ist, wenn die gesamte Rennzeit abgelaufen ist. Einen Sieg durch Runden erringt man, indem man als erster Fahrer die notwendige Anzahl an Runden gefahren ist. Den Sieg durch Überleben erringt man, indem man die Gegner von der Strecke drängt. Denn jeder Fahrer scheidet aus, der mit seinem Auto eine Mauer oder Leitplanke berührt. Sobald nur noch ein Fahrer übrig bleibt, wird das Rennen abgebrochen und der verbleibende Fahrer wird zum Sieger erklärt.
Eliminationsrennen gibt es als Rundkurs-Rennen und als Drift-Rennen. Bei den Rundkurs-Rennen scheidet in jeder Runde der letztplatzierte Fahrer aus, solange bis nur noch ein Fahrer übrig bleibt. Drift-Eliminationsrennen sind eine Kombination aus Rundkursrennen und Drift-Rennen. Das Rennen wird über mehrere Runden ausgetragen, wobei es in jeder Runde eine Zielpunktzahl gibt, die der Spieler überbieten muss. Schafft er das nicht, scheidet er aus, genauso wie der Letztplatzierte in jeder Runde.
Die Rennen werden auf fiktiven Strecken an realen Orten, etwa Paris oder Sydney, ausgetragen und sind meist durch ein bekanntes Bauwerk gekennzeichnet.

### Karrieremodus
Die Karriere startet in einem Nachtclub, in dem der Spieler sich eine Spielfigur und ein erstes Auto aussucht. Danach kann er die ersten Rennen bestreiten. Der Rennkalender, in dem in früheren Serienteilen anstehende Rennen verzeichnet waren und die Teilnahme an Rennen angekündigt werden konnte, wurde entfernt. Stattdessen wurde ein Ligensystem eingeführt. Der Spieler kann zunächst Rennen der untersten Liga, der Anfänger-Liga, teilnehmen. Jede Liga besteht aus einer bestimmten Anzahl an Rennen, die der Spieler in beliebiger Reihenfolge absolvieren kann. Um in der Karriere voranzuschreiten, ist es oft nicht notwendig, alle Rennen einer Liga zu beenden, denn der Fortschritt kann durch das Meistern von sogenannten Herausforderungen erzielt werden. Herausforderungen sind bestimmte Aufgaben wie Wetten gegen bestimmte Gegner, besondere Fahrmanöver oder eine feste Anzahl an Rennsiegen. Der Spieler muss in jeder Liga mehr als die Hälfte der Herausforderungen bestehen. Danach kann er ein Spezial-Event spielen, das ihm den Aufstieg in die nächsthöhere Liga ermöglicht. Durch jeden Ligenaufstieg werden weitere Fahrzeuge freigeschaltet. Diese werden zwar noch in Klassen unterteilt, jedoch richten diese sich nach den Ligen, nicht mehr nach der PS-Zahl. Die Bewertung der Autos und die damit verbundenen Auswahl für die Ligen wird vom Programm aufgrund verschiedener Parameter wie Motorenstärke oder Grad des Tunings vorgenommen.
Auch in Juiced 2 kann der Spieler ein eigenes Rennteam aufbauen. Dies ist für Team-Rennen sogar nötig, bei denen zwei oder mehr Fahrer desselben Teams antreten müssen. Das System, nach welchem das eigene Rennteam aufgebaut werden kann, wurde leicht modifiziert. Crew-Mitglieder melden sich nicht mehr im Laufe der Karriere beim Spieler, stattdessen stehen dem Spieler von Anfang an Fahrer zum Rekrutieren zur Verfügung. Für die Rekrutierung muss der Spieler allerdings einen gewissen Betrag bezahlen. Die Fahrer kommen nur noch in diesen Team-Rennen zum Einsatz. Die Möglichkeit nur Zuschauer zu sein, während die Teammitglieder Rennen anstelle des Spielers bestreiten, ist entfallen. Im späteren Verlauf des Spiels muss der Spieler auch in Rennen gegen seine Teamkollegen antreten. Insgesamt ist der Aspekt des Team-Aufbaus also im Vergleich zu den Vorgängern eher in den Hintergrund getreten.

### DNA-System
Eine wesentliche Neuerung ist das sogenannte DNA-System (auch: DNS-System). Jeder Fahrer, sowohl menschliche als auch KI-Fahrer, besitzt eine eigene DNA. In dieser werden verschiedene Werte bezüglich des Fahrverhaltens des Charakters gespeichert, z. B. die Aggressivität des Fahrers, ob dieser in Kurven gerne driftet oder wie häufig er Nitro einsetzt. Während des Fahrens überwacht das Programm dauerhaft die Fahrweise des Spielers und trägt die ermittelten Werte in der Fahrer-DNA ein. Die DNA ist also eine Statistik über das individuelle Fahrverhalten.
In dem Spiel sind einige Fahrer-DNAs von Prominenten, beispielsweise Smudo gespeichert. Diese treten auch mit speziell getunten Wagen an, die meist realen Vorbildern entsprechen, etwa Smudos BioConcept Mustang.
Das Ziel dieses Systems ist, dass dem Spieler mehr Gegner als nur die im Spiel enthaltenen computergesteuerten Gegner, die auch als KI-Gegner bezeichnet werden, zur Verfügung stehen. Fahrer-DNAs können unter Spielern ausgetauscht werden. Ausgetauschte DNAs können vom Spiel eingelesen und ausgewertet werden, anschließend wird ein neuer KI-Gegner erschaffen, der mit den Eigenschaften fährt, die durch die DNA vorgegeben sind.

### Mehrspieler-Modus
Im Mehrspieler-Modus von Juiced 2 können mehrere Spieler online oder über ein Netzwerk in frei konfigurierbaren Events gegeneinander antreten. Dabei können Erfolge im Mehrspieler-Modus das Vorankommen des Spielers in der Einzelspieler-Kampagne begünstigen, da in Mehrspieler-Partien gewonnenes Geld und gewonnene Fahrzeuge übertragen werden. Zur Nutzung des Mehrspieler-Modus ist eine Registrierung bei Microsofts Windows-Live-Dienst erforderlich, welcher aber inzwischen eingestellt wurde.

## Fahrzeuge

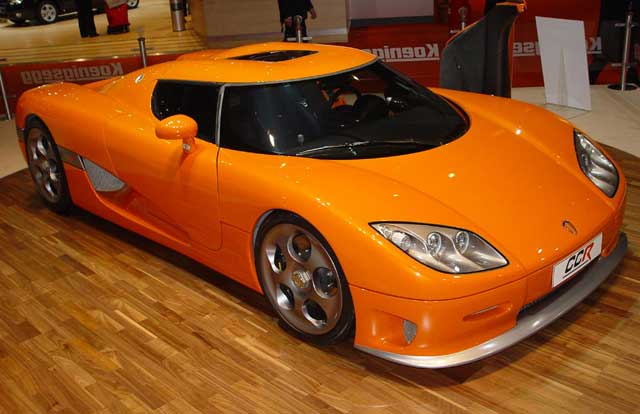
Der Koenigsegg CC ist eines der leistungsstärksten Fahrzeuge in Juiced 2

Juiced 2 beinhaltet weitgehend die Fahrzeuge der Vorgänger, also eine Mischung aus Limousinen, Kleinwagen und Sportcoupes zahlreicher Volumenhersteller wie Ford, Toyota, Nissan oder Chevrolet. Gemäß dem Titel des Spiels wurden außerdem zahlreiche japanische Fahrzeuge eingefügt sowie erstmals die Klasse der Supersportwagen erschlossen.
Die Fahrzeuge sind nach wie vor in Klassen eingeteilt, diese Einteilung ist jedoch an die Ligen gebunden. Zu Beginn der Karriere stehen dem Spieler wie im Vorgänger überwiegend leistungsschwache Kleinwagen zur Verfügung. Durch jeden Liga-Aufstieg werden neue, stärkere Fahrzeuge freigeschaltet. Die Fahrzeuge werden ausschließlich in der Serienversion verkauft. Tuning-Teile muss der Spieler separat erwerben.
Die folgende Tabelle listet alle 93 Fahrzeuge auf, die in Juiced 2 spielbar sind:
| Fahrzeugliste             |                             |                             |
| Acura Integra Type R      | Ford Falcon                 | Nissan Skyline R32          |
| Acura NSX                 | Holden Monaro               | Nissan Skyline R33          |
| Acura NSX 2004            | Honda Civic SI              | Nissan Skyline R34          |
| Acura RSX                 | Honda Civic Type R 2002     | Pagani Zonda                |
| Ascari KZ1                | Honda CRX                   | Peugeot 206                 |
| Audi S3 2007              | Honda NSX                   | Plymouth Barracuda          |
| Audi S3 2002              | Honda NSX 2004              | Pontiac Firebird            |
| Audi TT 1.8 Turbo Quattro | Honda S2000                 | Pontiac G6                  |
| Audi TT Coupe             | Hyundai Tiburon             | Pontiac GTO (2004)          |
| BMW M3                    | Infiniti G35                | Pontiac GTO Judge 69        |
| BMW M3 GTR                | Koenigsegg CCX              | Renault Clio                |
| BMW Z4                    | Lexus IS 300                | Renault Megane              |
| Chevrolet Camaro SS       | Lotus Exige                 | Saleen S7                   |
| Chevrolet Camaro Z28      | Mazda MX-5                  | Saleen Mustang              |
| Chevrolet Corvette 1968   | Mazda RX-7                  | Seat Leon Cupra             |
| Chevrolet Corvette Z06    | Mazda RX-8                  | Subaru Impreza WRX 2002     |
| Chevrolet Corvette Z51    | Melling Hellcat             | Subaru Impreza WRX STI 2005 |
| Citroën C2                | Mitsubishi 3000 GT          | Toyota Celica 1.8           |
| Dodge Charger R/T 1969    | Mitsubishi Eclipse 2003     | Toyota Celica GT4           |
| Dodge Charger R/T 2007    | Mitsubishi Eclipse GSX 1999 | Toyota MR2 1994             |
| Dodge SRT-4               | Mitsubishi Eclipse GT 2006  | Toyota MR-S 2004            |
| Dodge Viper GTS           | Mitsubishi FTO              | Toyota Corolla GT-S         |
| Dodge Viper SRT-10        | Mitsubishi Evo 8            | Toyota Scion                |
| Fiat Coupe 2.0 Turbo      | Mitsubishi Evo X            | Toyota Supra MKIV           |
| Ford Focus SVT            | Mini Cooper S               | TVR Sagaris                 |
| Ford Gran Torino          | Nissan 200SX                | Vauxhall Astra              |
| Ford Mustang 1967         | Nissan 300ZX                | VW New Beetle               |
| Ford Mustang 99 GT        | Nissan 350Z                 | VW Golf R32                 |
| Ford Mustang GT 2005      | Nissan Silvia               | VW Golf GTI                 |

## Soundtrack
Der Soundtrack von Juiced 2 umfasst 36 Lieder und konzentriert sich hauptsächlich auf den Bereich der Elektronischen Musik. Die Mehrheit der Stücke stammen von Künstlern, die der Stilrichtung Big Beat zuzuordnen sind. Etwa die Hälfte der Songs stammen vom britischen DJ Adam Freeland, der auch Songs für Spiele wie Grand Theft Auto, Pure, Die Sims oder Rez beisteuerte. Mit Wolfmother und Queens of the Stone Age sind aber auch vereinzelt Rock-Bands vertreten.
| Übersicht über die im Spiel enthaltenen Musikstücke |                         |                                          |       |
| #                                                   | Künstler                | Titel                                    | Länge |
| 1                                                   | 16 Bit Lolitas          | Acid                                     | 5:48  |
| 2                                                   | Adam Freeland           | Mind Killer                              | 3:29  |
| 3                                                   | Adam Freeland           | Whassisface                              | 4:30  |
| 4                                                   | Adam Freeland           | Never Ever Enough                        | 4:26  |
| 5                                                   | Adam Freeland           | Hommeage                                 | 4:29  |
| 6                                                   | Adam Freeland           | Blocks                                   | 3:59  |
| 7                                                   | Adam Freeland           | Flourohorns                              | 3:06  |
| 8                                                   | Adam Freeland           | Morodish                                 | 5:53  |
| 9                                                   | Adam Freeland           | Sg Rei                                   | 3:48  |
| 10                                                  | Adam Freeland           | Neu! Rave                                | 3:55  |
| 11                                                  | Adam Freeland           | Spin Machine                             | 5:24  |
| 12                                                  | Adam Freeland           | E-Drone Pt. 1                            | 5:51  |
| 13                                                  | Adam Freeland           | Shinjuku Socks                           | 4:19  |
| 14                                                  | Adam Freeland           | Futcant                                  | 3:31  |
| 15                                                  | Adam Freeland           | Grrrrrr!                                 | 4:06  |
| 16                                                  | Adam Freeland           | Monza                                    | 4:56  |
| 17                                                  | Adam Freeland           | Glowstick                                | 5:09  |
| 18                                                  | Adam Freeland           | YesYesYesYes!                            | 3:57  |
| 19                                                  | Alex Dolby              | Hazy Way (Evil Nine Remix)               | 7:22  |
| 20                                                  | Alex Metric             | What She Wants                           | 4:47  |
| 21                                                  | Collette                | Hypnotized                               | 6:46  |
| 22                                                  | Steve Mac               | Paddy’s Revenge                          | 2:24  |
| 23                                                  | Natural Born Hippies    | Best Looking Guy In Town                 | 3:21  |
| 24                                                  | D. Ramirez              | Pleasure Me (Instrumental Remix)         | 6:24  |
| 25                                                  | DJ Rap                  | Drummin’ & Bassin                        | 6:52  |
| 26                                                  | Evil Nine               | Restless                                 | 7:01  |
| 27                                                  | Evil Nine               | Pleasure Me (Instrumental Remix)         | 6:28  |
| 28                                                  | K-Swing                 | This Was The Sound (Adam Freeland Remix) | 5:37  |
| 29                                                  | Moguai                  | Get On                                   | 7:53  |
| 30                                                  | The Prodigy             | Voodoo People                            | 6:27  |
| 31                                                  | Queens of the Stone Age | Go with the Flow                         | 3:07  |
| 32                                                  | TC & Distorted Minds    | Jump                                     | 9:10  |
| 33                                                  | Way Out West            | Killa                                    | 3:28  |
| 34                                                  | Test Icicles            | What’s Your Damage? (Digitalism Remix)   | 3:33  |
| 35                                                  | Victory Pill            | Downfall (Instrumental)                  | 3:19  |
| 36                                                  | Wolfmother              | Woman                                    | 2:56  |

## Entwicklungsgeschichte

### Entwicklung
Wenige Monate nach der Veröffentlichung des PlayStation-Portable-Ablegers Juiced: Eliminator kündigte Publisher THQ am 3. November 2006 im Rahmen einer Konferenz mit Investoren an, dass ein weiterer Juiced-Titel geplant sei. Im Februar 2007 bestätigte der zuständige Entwickler Juice Games gegenüber dem schwedischen Magazin Gamereactor die Entwicklung eines neuen, eigenständigen Teils der Juiced-Serie. Die Entwickler gaben an, das Spiel stärker dem Massengeschmack anpassen zu wollen. Beim Vorgänger übten einige Spielemagazine Kritik an dem hohen Schwierigkeitsgrad des Spiels, der sich beispielsweise in kompliziertem Fahrverhalten der Fahrzeuge und einer risikoreichen Kampagne zeigte. Früh beworben wurde außerdem die große Anzahl an Fahrzeugen und Tuningteilen, die den Vorgänger bei Weitem übertreffen sollte.
Eine erste Präsentation des Spiels erfolgte ein paar Monate vor der Veröffentlichung in San Diego, im Rahmen der Hot-Import-Nights-Veranstaltung, einer amerikanischen Tuning-Ausstellung. Dort stellten die Entwickler verschiedene Eckdaten des Spiels vor, etwa die Fahrzeugauswahl oder die Anzahl an verfügbaren Tuning-Teile pro Fahrzeug. Als Gründe für die Kooperation mit Hot Import Nights gaben die Entwickler an, in der Kampagne einen stärkeren Bezug zur Realität herstellen zu wollen.
In technischer Hinsicht stellt Juiced 2 eine Neuentwicklung dar. Die Entwickler programmierten für das Spiel eine neue Engine, die insbesondere im Bereich der Grafik gegenüber der des Vorgängers modernisiert wurde. Dies geschah, um mit dem aktuellen Stand der Technik Schritt zu halten und den Detailgrad der Modelle und der Umgebungen zu erhöhen. Dazu unterstützt Juiced 2 Technologien wie das Shader Modell 3 und High Dynamic Range Rendering, die zwecks einer feinen Darstellung von optischen Effekten und Texturen. Ebenfalls unterstützt das Spiel die Verwendung der Anfang 2007 eingeführten Programmierschnittstelle DirectX 10. Weiterhin ist das Spiel in der Lage, die Leistung von Vierkernprozessoren auszunutzen. Aus Gründen der Abwärtskompatibilität, setzt das Spiel jedoch nicht ausschließlich auf diese Techniken, sondern nutzt auch ältere Technologien. Daher konnten auch nicht alle Möglichkeiten, die durch die Architektur von Windows Vista geboten wurden, ausgenutzt werden. Da das Spiel ausschließlich abends und nachts spielt, wurde ein Schwerpunkt auf Lichteffekte und -reflexionen gelegt.

### Vermarktung und Veröffentlichung
Am 17. September 2007 erschien der Titel in Nordamerika erstmals im Handel. Zunächst kamen die Fassungen für Xbox 360, Nintendo DS und PlayStation 2 auf den Markt. Am 24. September folgten die Fassungen für die PlayStation 3 und für die PlayStation Portable. Einen Tag später wurde das Spiel auch auf dem europäischen Markt veröffentlicht, anfänglich nur für die Xbox 360, den Nintendo DS und für die PlayStation 2. Die PlayStation-3-Fassung erschien am 26. Oktober. Die Windows-Fassung folgte in beiden Regionen am 16. November. Am 25. Oktober erschien das Spiel in Australien für die PlayStation Portable. Die Umsetzung für die PlayStation 3 folgte dort am 1. November.
Für die Bewerbung des Spiels schloss der Publisher THQ zahlreiche Verträge mit Models ab, von denen einige an verschiedenen Stellen im Spiel, zum Beispiel auf dem Cover und auf den Ladebildschirmen, zu sehen sind. Als zusätzliche Geldquelle bauten die Entwickler Werbung ins Spiel ein. Dies umfasst sowohl lizenzierte Anbauteile, als auch Firmenlogos, die während der Rennen an Wänden und Plakaten zu sehen sind.

## Rezeption

### Rezensionen
Juiced 2 erhielt von Spielemagazinen teilweise sehr unterschiedliche Bewertungen, die zwischen großem Lob und starker Kritik schwanken. Ebenso gab es eine große Differenz zwischen den einzelnen Plattformen. Die Online-Datenbanken Metacritic und GameRankings, errechneten für die verschiedenen Versionen Durchschnittswertungen, die um bis zu zehn Punkte respektive Prozent voneinander abwichen.
Häufig gelobt wurde das umfangreiche Tuning-System, bei Gamezone wurde von einer „wahnsinnigen Vielfalt“ gesprochen. Ebenfalls positiv wurden die vielen verschiedenen Möglichkeiten des Spiels aufgefasst, die laut den Testern eine große, langfristige Abwechslung garantieren.
Mathias Oertel vom deutschen Magazin 4Players lobte, dass am Streetracer-Konzept festgehalten wurde. Dementsprechend bewertete er die große Auswahl an Fahrzeugen und Tuning-Teilen positiv. Ebenso erhielt die Gestaltung der Strecken und der Rennatmosphäre lobende Worte. Kritik übt er dagegen an die Bindung des Mehrspieler-Modus an den Windows-Live-Service, wodurch ein Windows-Live-Account erforderlich wird, um gegen andere Spieler anzutreten. Kleinere Kritikpunkte stellten für den Autor lange Ladezeiten und das nicht ausgereifte und verwirrende DNA-System dar.
Chris Roper vom Online-Magazin IGN lobte die vielfältigen Herausforderungen des Spiels, die für eine lange Freude am Spiel sorgen. Dazu zählen vor allem die zahlreichen und abwechslungsreich kreierten Rennmodi. Auch lobte er die Ausgestaltung der Strecken, die innovativ und kreativ sei. Den Soundtrack des Spiels stuft er als zur Thematik passend ein. Kritik übt Roper an der Steuerung, die viel Eingewöhnungszeit erfordere, weil es ihr stark an Realismus mangele. Weitere Kritik übt er an der Grafik, da die Texturen an bestimmten Stellen unsauber seien und einige Effekte zu grell geraten seien. Besonders werde dies aus der Cockpit-Perspektive deutlich.
Andreas Müller vom Online-Magazin Gamona lobte ebenso die kreative Gestaltung der Strecken und auch die ansprechende Optik des Spiels. Als weitere Stärken nennt der Autor, Andreas Müller, das reichhaltige Aufgebot an Fahrzeugen und Spielmodi. Im Vergleich mit dem Vorgänger sei die Auswahl an Tuning-Teilen zwar deutlich gewachsen, der Schwerpunkt liege aber auf optischen Modifikationen, sodass das Leistungstuning an Tiefe verloren habe. Weitere Kritik übt Müller an fehlendem Realismus beim Schadensmodell, da dieses nur noch optische Funktion habe.
Daniel Matschijewski von der deutschen Zeitschrift GameStar kritisierte das Fehlen einer Hintergrundgeschichte, was den Spielverlauf an einigen Stellen etwas zäh gestalte. Sein Hauptkritikpunkt, den auch andere Magazine aufgriffen, betraf aber die Steuerung des Spiels. Diese sei oftmals zu umständlich und unpräzise. Die Menüs der Windows-Version seien beispielsweise auf den Controller der Xbox zugeschnitten. Ferner bemängelte er das Fehlen der Unterstützung für Lenkräder. Als Ursache machte er die Entwicklung für die vielen Plattformen verantwortlich.
Alex Navarro vom englischsprachigen Magazin GameSpot vergab für das Spiel eine deutlich schlechtere Bewertung als andere Magazine. Er kritisierte neben den Steuerungsproblemen, dass die KI-Fahrer viel zu häufig Gebrauch von Cheats machen, was für Spieler frustrierend sei und dem Spiel viel Realismus nehme. Ähnliche Kritik äußerte er bezüglich der Fahrphysik, die an vielen Stellen deutlich zu actionlastig sei.

### Verkaufszahlen
Informationen über die Verkaufszahlen wurden von offizieller Seite nicht veröffentlicht. THQ gab allerdings an, dass der Titel die eigenen Erwartungen nicht erfüllt habe. Die Spieleserie wurde aber nach diesem Titel offiziell eingestellt. Als einen Grund für den Misserfolg nannte der Publisher seine Anforderung an den Entwickler, das Spiel für insgesamt sechs unterschiedliche Plattformen zu entwickeln. Dies habe zu einer deutlichen Beeinträchtigung der Steuerung und zu technischen Problemen geführt.
Ein paar Monate später kamen aufgrund von Stellenanzeigen Vermutungen auf, wonach bei Juice Games an einem neuen Projekt gearbeitet werde. Einige Magazine gingen von einem Nachfolger für Juiced 2 aus. Doch im Rahmen der Sparmaßnahmen im THQ-Konzern wurde dieses Projekt als zu risikoreich eingestuft und gestoppt. Eine offizielle Bestätigung, ob das eingestellte Projekt ein neuer Teil der Juiced-Reihe sei, blieb allerdings aus. Das Entwicklerstudio Juice Games wurde im Rahmen von Umstrukturierungen bei THQ im Jahr 2010 in THQ Digital Studios UK umbenannt. Dabei wurden zahlreiche Mitarbeiter entlassen. 2011 wurde das Studio schließlich komplett aufgelöst.